# Битва под Махновкой
Битва под Махновкой (6—8 июля 1648) — битва между украинским крестьянско-казацким войском и правительством Речи Посполитой в ходе национально-освободительной войны 1648—1654 годов возле городка Махновка (сейчас — село Махновка, Казатинский район, Винницкая область, Украина).

## Предпосылки
Махновка, как и другие укрепленные города и замки Правобережья, служила опорным пунктом войск Речи Посполитой. В конце июня 1648 года под Махновкой стали собираться отряды восставшего крестьянства. В начале июля их численность достигла нескольких тысяч.
Основные силы казацкого войска во главе с гетманом Богданом Хмельницким с 9 мая по 26 июня стояли под Белой Церковью. В это время крупный украинский князь-магнат Иеремия Вишневецкий во главе немалого отряда польско-шляхетских войск, отступая из Левобережной Украины, вернул на Брацлавщину, большинство которой в начале июля 1648 года было уже в руках восставшего крестьянства и казачества во главе с Максимом Кривоносом. Войско Вишневецкого — это был объединенный, хорошо вооруженный и обученный отряд, который в это время был единственной реальной военной силой польского королевства, и пылал желанием взять реванш за поражение отрядов Николая Потоцкого и Мартина Калиновского под Желтыми Водами и Корсунем в апреле — мае 1648 года.
Совершив жестокую расправу в Погребищах и Немирове, Иеремия Вишневецкий двинулся на Волынь. Под Махновку Богдан Хмельницкий прислал 5-тысячный полк казаков во главе с белоцерковским полковником Иваном Гирей, чтобы помочь восставшим завладеть городом. Максим Кривонос, двигавшийся с 8-тысячным войском на Волынь, в район Полонного, отправил под Махновку с передовым отрядом своего сына Остапа (Кривоносенко), а сам с тысячей конницы следовал за ними.

## Ход битвы
6 июля с утра начался штурм городка. Авангардный отряд Кривоносенко и полк Гири захватили монастырь бернардинов и начали осаду замка, в котором находилось несколько сотен человек воеводы киевского Януша Тышкевича во главе с ротмистром Стефаном Львом. Хитростью выманив команду Льва из замка, казаки взяли его приступом. Сам Тышкевич находился в это время в Бердичеве. Получив известие о нападении восставших, он послал гонцов к Иеремии Вишневецкому с запиской, где были слова: «Чернь издевается над святыней, едва едва защищается замок, заборы не надежны, возможно, его уже захватили». Приближался вечер, когда князь Вишневецкий с войском появился под Махновкой. Попытка князя Иеремии Вишневецкого незаметно подойти к городку, окружить его и с тыла нанести сокрушительный удар восставшим закончилась неудачей, несмотря на многочисленность шляхетского войска.
Второй раз проявил смекалку Иван Гиря, выстроив весь свой отряд «в подвижную крепость» — лагерь из повозок в 12 рядов, он захватил все запасы продовольствия, оружия и ценности и вышел из замка. Большинство польского отряда охраны было перебито, смертельно раненый ротмистр умер в тот же день, замок пылал с бернардинским монастырем. Максим Кривонос, который до этого стоял недалеко от конницы, неожиданно ударил в тыл наступающему на Махновку Вишневецкому.
Бой был очень ожесточенным, самому Иеремии Вишневецкому дважды угрожала смерть: сначала конь под ним был сбит, в другой раз Максим Кривонос копьем чуть не сбросил его с коня, но сам его подвел конь, споткнувшись. Войско Иеремии Вишневецкого вынуждено было спешить и так продолжать бой.
Казацко-крестьянское войско вынуждено было переформироваться в нескольких верстах от Махновки, недалеко от нынешнего Глуховецкого леса, на холме, с твердым намерением утром продолжить битву. Магнат Иеремия Вишневецкий в течение ночи несколько раз штурмовал казацкий лагерь, но безуспешно. Януш Тышкевич, опасаясь, что в случае успеха казаки совсем разорят и сожгут его имение, уговорил Иеремии Вишневецкого прекратить дразнить повстанцев. К тому, что у казаков подмок прах и потому обе силы утром двинулись на запад, в сторону Староконстантинова, где через несколько дней под Пилявцами и закончилась эта схватка.

## Последствия
После событий в июле 1648 года Махновка сильно изменилась. Огонь еще не утихал в течение двух дней, уничтожив не только замок и укрепление, но большинство крестьянских деревянных и глиняных жилищ. Сгорела не только Махновка, разрушения испытали многие окружающие деревни. Один из польских магнатов Анджей Потоцкий, после Белоцерковского договора 1651 года стоял со своим войском недалеко от Махновки под Белопольем и записал: «Здесь все уничтожено. В том краю диком я едва выжил». К опустошению края привела не только война, но и начавшиеся после ее окончания помещичьи междоусобицы. В результате опустошений и разрушений, вызванных войной и междоусобицами шляхты, Махновка пришла в упадок. В книге А. Грабовского «Старожилы польские» очевидец описывает данные земли: «…нет здесь ни городов, ни сел, только поле и пепел, не видно ни людей, ни живых животных, только птицы летают в воздухе».

## Памятник
В 2002 году на месте побоища установлен памятник примирения между польским и украинским народами, который назвали «Скорбный ангел» скульптор Алексей Алешкин. Он изображает курган, на котором склонена мать плачет о павших сыновьях в одной из стычек освободительной войны украинского народа.